# Thierry Breton
Thierry Breton, född 15 januari 1955 i Paris, är en fransk politiker och affärsman. Han var finansminister i Frankrike mellan 2005 och 2007 och EU-kommissionär med ansvar för inre marknaden mellan 2019 och 2024.

## Biografi

### Bakgrund
Hans far slutade karriären som direktör vid Frankrikes kommissariat för atomenergi. Breton gick på Lycée Louis-le-Grand i Paris. Därefter avlade han ingenjörsexamen 1979 vid Ecole supérieure d'électricité, samt en examen i datavetenskap från Institut des hautes études de défense nationale.

### Yrkeskarriär
Breton undervisade i matematik vid en fransk skola för vidare studier och dessutom vid den franska skolan i New York från 1979 till 1981. Han var mellan 1986 och 1990 projektledare vid Futuruscope i Poitiers. Mellan 1993 och 1997 var han direktör, senare generaldirektör i IT-företaget Bull. Mellan 1997 och 2002 var han administrativ chef vid i Thomson Multimedia, och från 2002 till 2005 hade han samma position vid France Télécom. Mellan 2007 och 2008 var han lektor vid Harvard business school. 2008 anställdes han som administrativ chef i IT-företaget Atos.

### Politisk karriär
Breton valdes till vicepresident i regionen Poitou-Charentes. Mellan 2005 och 2007 var han Frankrikes ekonomi-, finans- och industriminister. Han blev i oktober 2019 föreslagen av Frankrike som EU-kommissionär i von der Leyen-kommissionen. Detta efter att Europaparlamentet 2019 avslagit Frankrikes nominering av Sylvie Goulard till posten som Frankrikes kommissionär i Europeiska kommissionen. Han fick ansvar för frågor som rörde industrin, inre marknaden, digitaliseringen, europeiskt försvar och EU:s rymdpolitik. 14 november 2019 godkändes nomineringen.
2021 utsågs han av webbtidningen Politico till en av de 28 mäktigaste personligheterna på den europeiska nivån, och på andra plats i kategorin "disruptor" (ung. störare), efter Telegrams grundare Pavel Durov. Breton fick titeln "bulldozern".
I mitten av 2024 nominerades Breton av Frankrikes president Emmanuel Macron för en ny mandatperiod i Europeiska kommissionen. I september 2024 framkom dock att Macron skulle dra tillbaka nomineringen på inrådan av kommissionsordförande Ursula von der Leyen. Till följd av detta meddelade Breton att han avgick som kommissionär med omedelbar verkan.